# アンヌ・イダルゴ
アンヌ・イダルゴ（Anne Hidalgo、1959年6月19日 - ）は、スペイン出身のフランスの政治家。パリ市長（第14代）。
パリ第一副市長、パリ議会議員（4期）を歴任した。出生時の名はアナ・マリア・イダルゴ・アレウ（Ana María Hidalgo Aleu）。

## 経歴
1959年6月19日、アンダルシア州カディス県サン・フェルナンド出身。父アントワーヌはサンディカリストで電気技師、母マリアはドレスメーカーであった。一家は1962年春、長女マリー4歳、次女のアンヌ2歳を伴い、フランコ政権に反発してスペインから出国し、フランス・リヨンに移住した。アンヌはリヨン市9区ヴェーズ地区で育った。両親は後にスペインに帰国し、姉マリーはロサンゼルスで事業を営んでいる。
労働者階級の家庭で育ち、14歳の時にフランス国籍を取得。リヨン9区のリセ・ジャン＝ペラン (lycée Jean Perrin) を経て、リヨン第3大学、同大学院で社会法専攻修士課程を修了（また後に、職業経験を経てパリ第10大学で労働組合法に関する修士号取得 (仏: DEA de droit social)）。労働監視官として勤務した後、フランソワ・ミッテラン政権時代のマルティーヌ・オブリー雇用・連帯大臣の下で顧問を務めた。フランス社会党には30歳を過ぎてからの入党であった。
フランス国籍取得時に当時のスペインの法律により自動的にスペイン国籍は喪失したが、成人後にスペインの国籍法が改正されたことに伴い、改めてスペイン国籍を取得しており、現在はフランスとスペインの二重国籍者である。
2001年にベルトラン・ドラノエがパリ市長に就任すると、第一助役に起用された。
2014年、ドラノエの任期切れに伴って新しく選出されるパリ市長選挙に出馬、国民運動連合が擁立したナタリー・コシュースコ＝モリゼとの女性候補対決となった。2014年3月30日の決選投票を制してナタリー・コシュースコ＝モリゼに勝利し、同市初となる女性市長に当選した。
2017年2月に来日。
2020年6月28日に行われた統一地方選の決選投票で、共和党候補のラシダ・ダティ、マクロン大統領率いる与党共和国前進のアニエス・ビュザンを破って、パリ市長に再選した。その際「15分圏都市」を提唱し注目を集めた。
2021年8月に来日。東京オリンピック閉会式に出席し、2024年パリオリンピックに向けオリンピック旗を受け取る。
2022年4月10日の大統領選挙第1回目投票では得票率1.80%で10位にとどまり落選した。

## 私生活
イダルゴは1980年代に最初の結婚をし、2子をもうけた。2004年、政治家ジャン＝マルク・ジェルマンと再婚。ジェルマンとは、2人がマルティーヌ・オブリーの事務所で働いていた時に知り合った。ジェルマンとの間に2001年に男児をもうけている。